# Le Grand Oral
Cet article concerne une émission de télévision. Pour un article homonyme, concernant un film, voir Grand Oral.
Le Grand Oral est une émission de télévision française de concours d'éloquence, diffusée de façon annuelle sur France 2, depuis le 19 février 2019. D'abord présentée par Laurent Ruquier, elle l'est ensuite par Leïla Kaddour-Boudadi.
L'émission a pour but de désigner le « meilleur orateur de France ». Pour ce faire, des orateurs anonymes participent à plusieurs épreuves, et se présentent devant un jury composé de célébrités, qui qualifie et élimine certains participants, de sorte qu'à la fin, il n'en reste qu'un, désigné comme vainqueur.

## Genèse
Michel Field, directeur de la culture et du spectacle vivant de France Télévisions, indique qu'il a eu l'idée de cette émission en discutant avec Delphine Ernotte, à la suite du succès de la diffusion du documentaire À voix haute : La Force de la parole et du film Le Brio, tous deux consacrés à l'art de parler,.

## Production et organisation
L'émission est co-produite par les sociétés de production Elephant, Kiosco et Webedia,. Elle est tournée au cirque d'Hiver de Paris,.

### Présentation
Les deux premières éditions sont présentées par Laurent Ruquier,. Ce dernier est remplacé par Leïla Kaddour-Boudadi pour la troisième édition,.

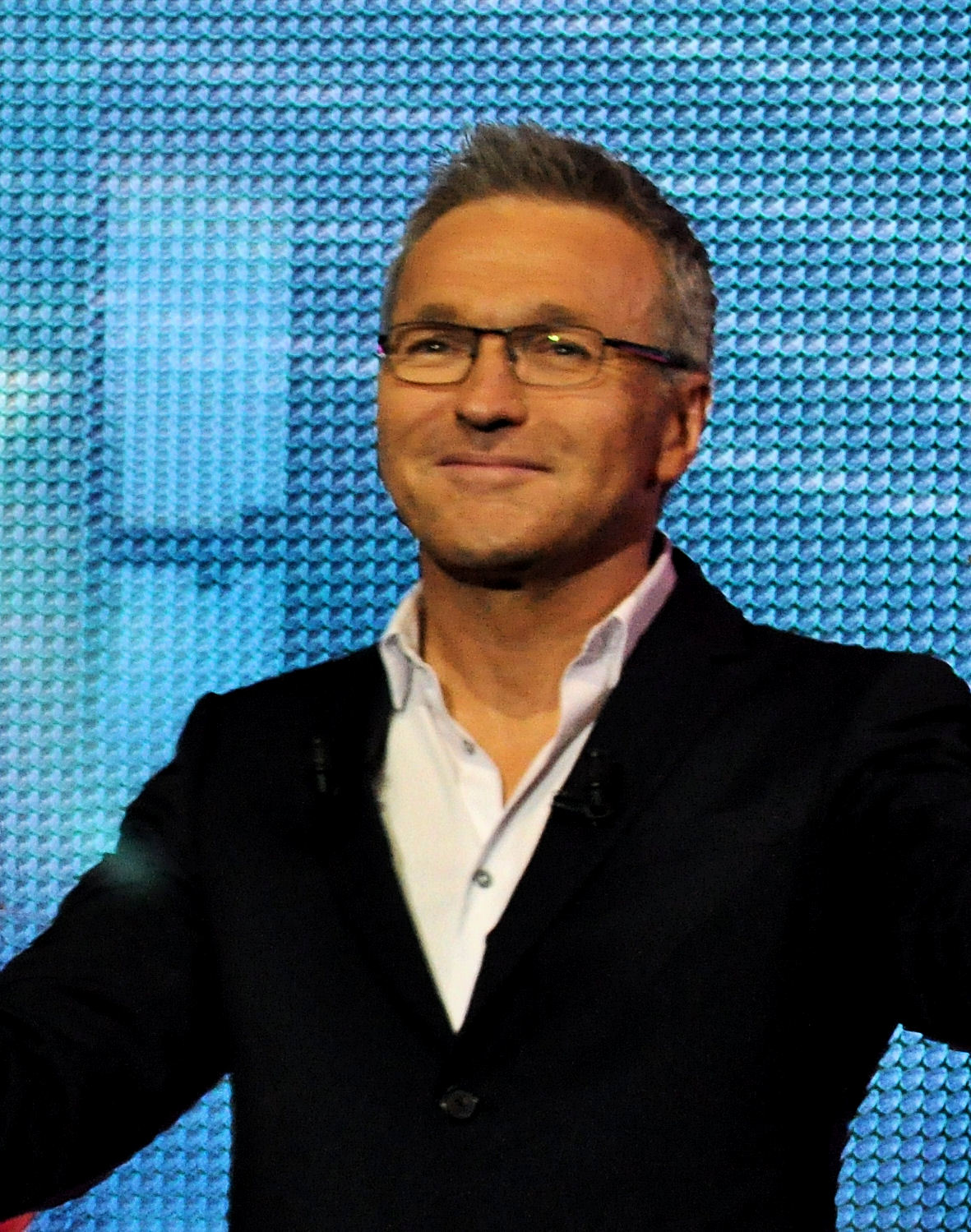
Laurent Ruquier
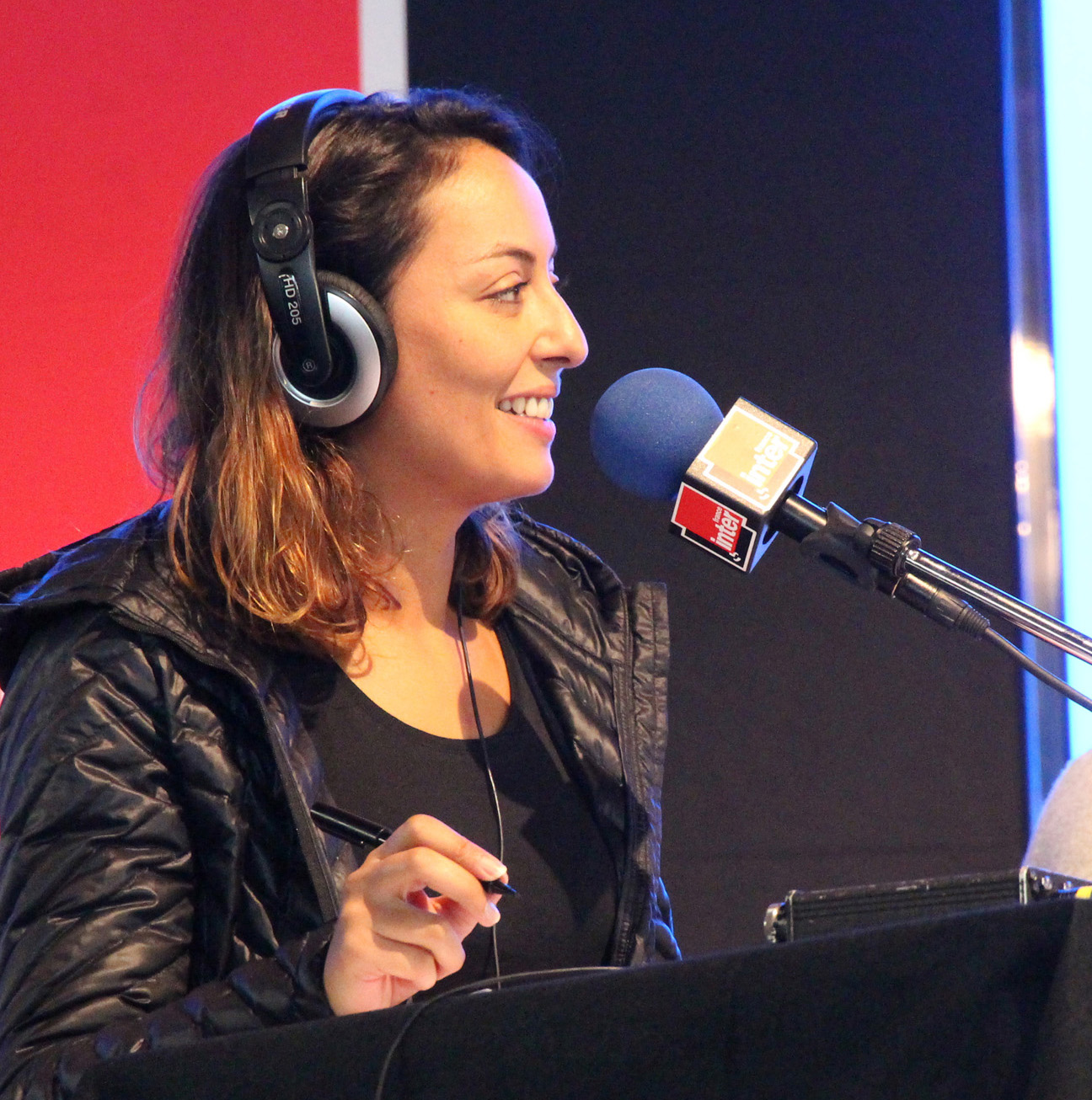
Leïla Kaddour-Boudadi

## Principe
L'émission a pour but de chercher le « meilleur orateur de France ». Pour ce faire, des orateurs anonymes se présentent devant un jury de célébrités et sont jugés au cours de trois épreuves :
- Les solos, au cours desquels chaque candidat a carte blanche pendant deux minutes ;
- Les duels ou battles, au cours desquels deux candidats s'affrontent sur un thème précis ;
- La finale, ultime épreuve sur un thème imposé.

À chaque manche, le jury qualifie certains candidats et en élimine d'autres, de sorte qu'à la fin, il n'en reste qu'un, désigné comme vainqueur,,.

## Éditions

### Bilan
| Édition | Date de diffusion | Présentation          | Jury                                                                                               | Nombre de participants | Vainqueur     |
| ------- | ----------------- | --------------------- | -------------------------------------------------------------------------------------------------- | ---------------------- | ------------- |
| 1       | 19 février 2019   | Laurent Ruquier       | Roselyne Bachelot Dominique Besnehard Bertrand Périer Oxmo Puccino Sonia Rolland Caroline Vigneaux | 12                     | Bill François |
| 2       | 4 février 2020    | Laurent Ruquier       | Éric Dupond-Moretti Kheiron Isabelle Nanty Bertrand Périer Caroline Vigneaux                       | 9                      | Anna Vergiat  |
| 3       | 30 mars 2021      | Leïla Kaddour-Boudadi | Michèle Bernier Erik Orsenna Laurent Ruquier Jean-Pascal Zadi                                      | 10                     | Sébastien     |

### Détails

#### Première édition (2019)
Le casting de cette première édition est lancé à l'automne 2018, et l'émission est tournée le 31 janvier 2019,.

##### Jury
Le jury de cette première édition est composé de : Roselyne Bachelot, Dominique Besnehard, Bertrand Périer, Oxmo Puccino, Sonia Rolland et Caroline Vigneaux,.

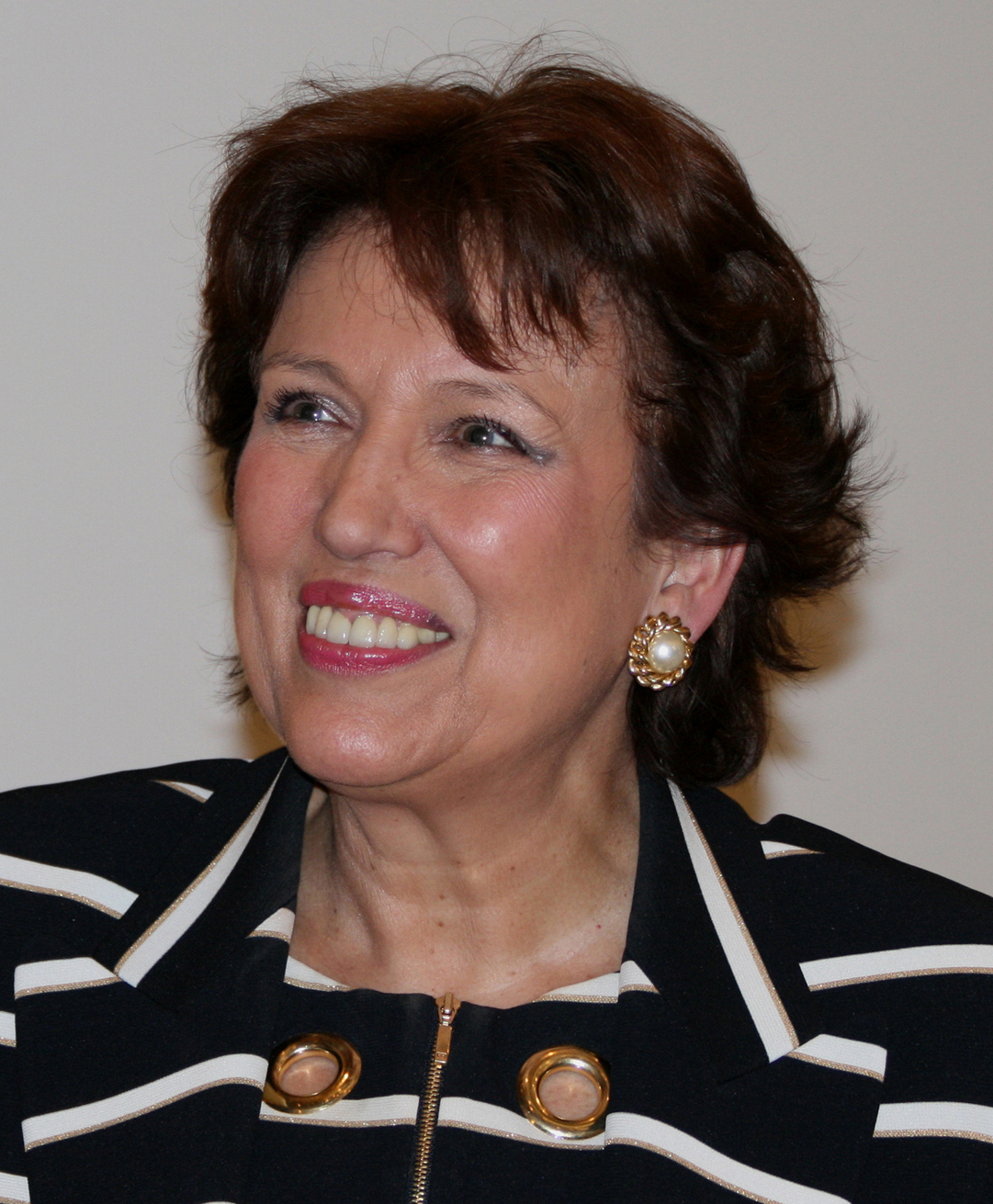
Roselyne Bachelot
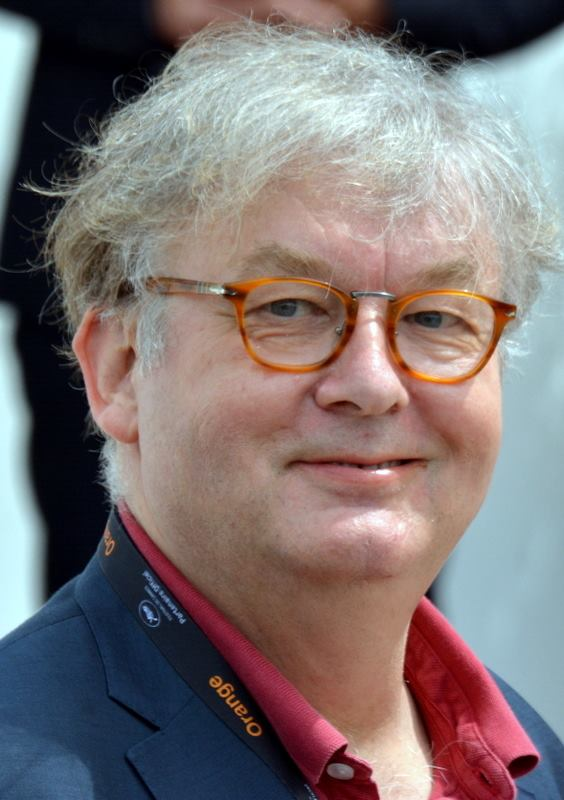
Dominique Besnehard
Bertrand Périer
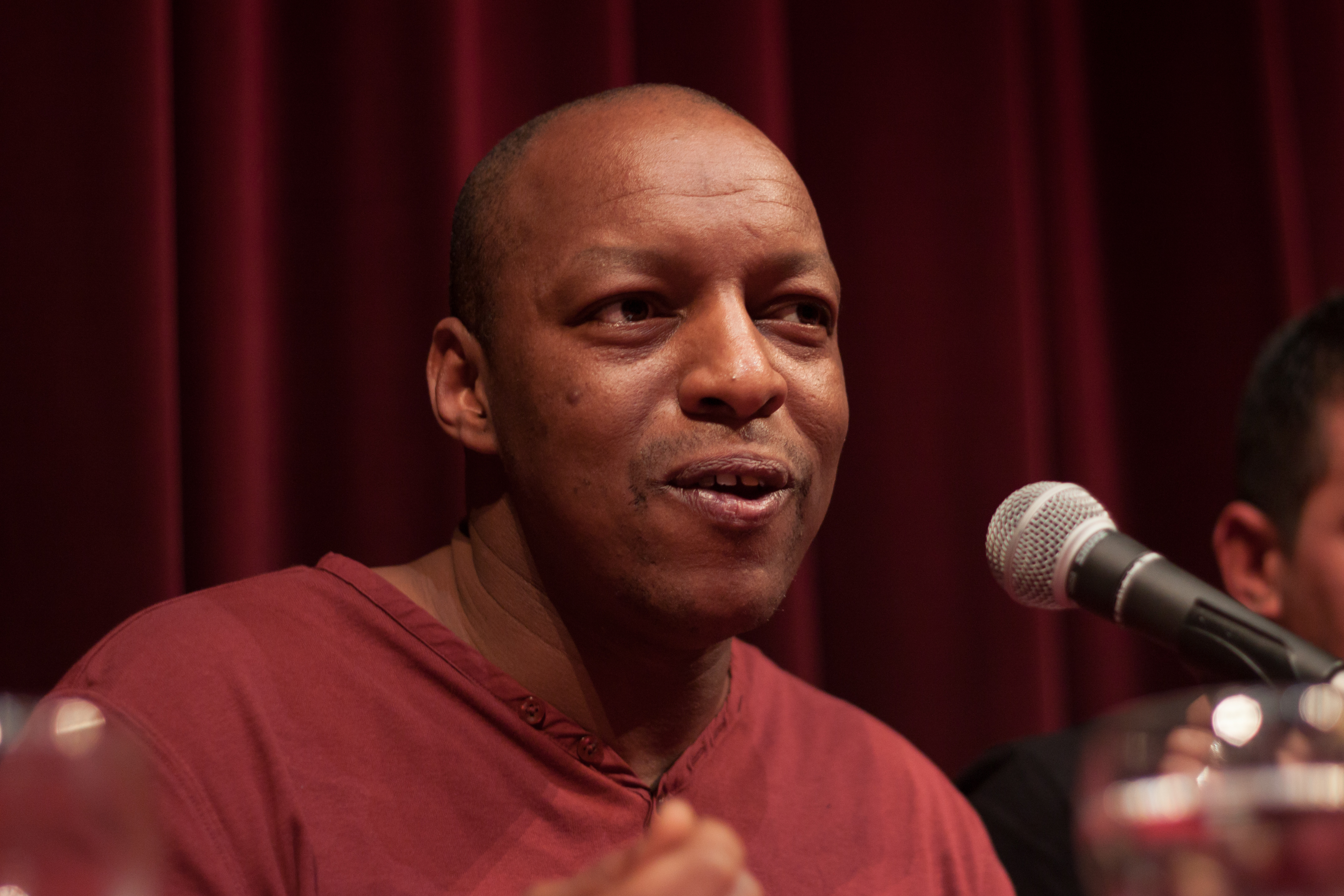
Oxmo Puccino
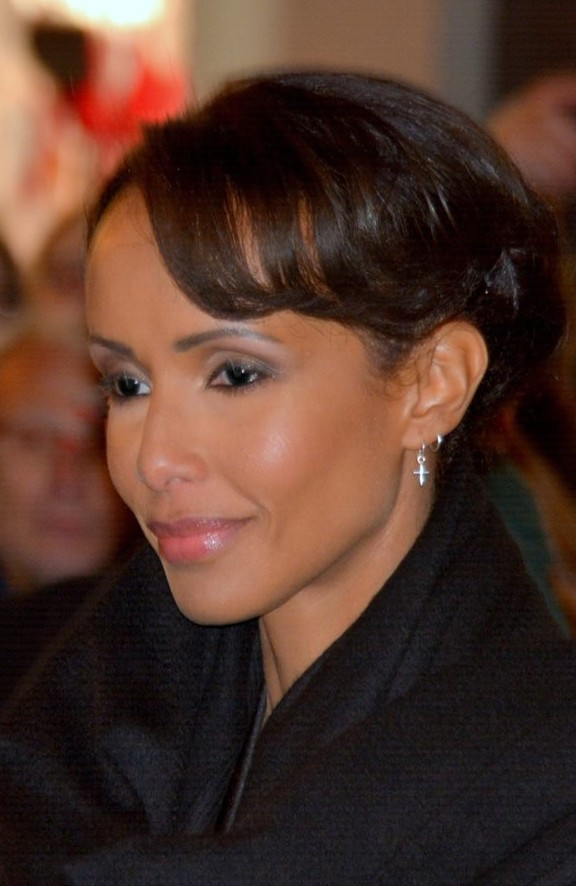
Sonia Rolland
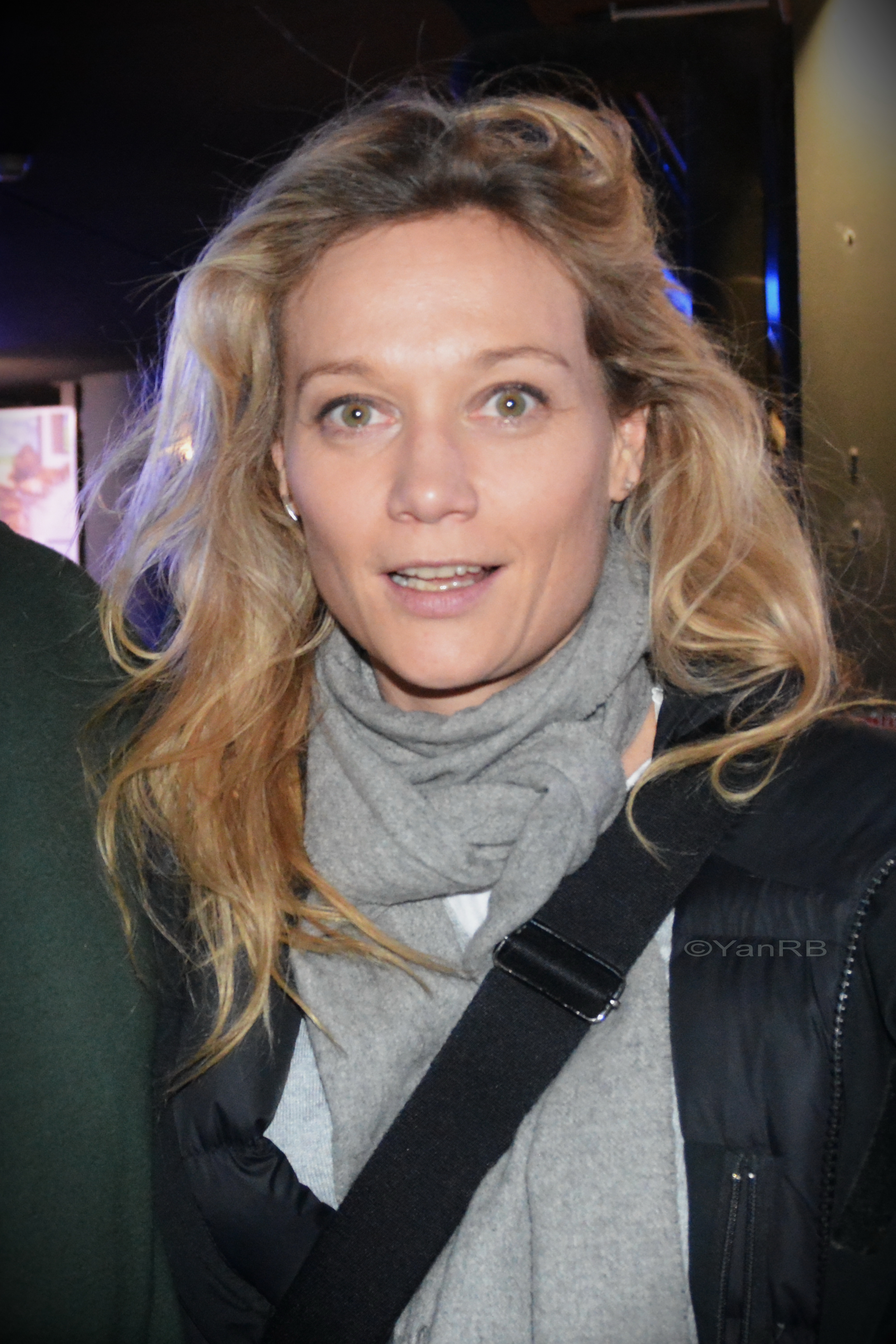
Caroline Vigneaux

##### Candidats
Ci-après, la liste des 12 candidats, âgés de 18 à 78 ans, qui s'affrontent pour cette édition,,,, :
| Candidats | Candidats               | Profession                         | Âge    | Localisation |
| --------- | ----------------------- | ---------------------------------- | ------ | ------------ |
| ♀         | Virginie Delalande      | Avocate et coach                   | 38 ans | Annecy       |
| ♂         | Bill François           | Doctorant en physique              | 25 ans | Paris        |
| ♂         | Martial Jardel          | Interne en médecine                | 27 ans | Limoges      |
| ♂         | Norman Damidot          | Étudiant au cours Florent          | 24 ans | Non connu.   |
| ♂         | David Delayen           | Forain                             | NC     | Non connu.   |
| ♂         | Mounir Mahi             | Conducteur de bus                  | NC     | Non connu.   |
| ♀         | Mamari Munezero         | Étudiant en pharmacie et humoriste | NC     | Non connu.   |
| ♂         | Alain Petillot          | Ingénieur retraité                 | NC     | Non connu.   |
| ♀         | Juliette Ray            | Étudiante en droit                 | NC     | Non connu.   |
| ♀         | Gisèle Roux             | Infirmière retraitée               | NC     | Non connu.   |
| ♂         | Lamine Samassa          | Étudiant en droit                  | NC     | Non connu.   |
| ♀         | Pasikavaia Semoa Logote | Étudiante en lettres modernes      | NC     | Non connu.   |

Cette édition est remportée par Bill François, un doctorant en physique de 25 ans, au cours d'une finale placée sous le thème « Ma France à moi »,. Ce dernier remporte le titre de « Meilleur orateur de France » et un contrat avec la maison d'édition Fayard, pour publier son propre livre. C'est en octobre 2019 qu'il publie : Éloquence de la sardine, un livre qui évoque le monde sous-marin,.

#### Deuxième édition (2020)
La tenue d'une deuxième édition est confirmée par Michel Field, peu de temps après la première édition, dans une interview accordée en mars 2019 à PureMédias, notamment grâce au succès des extraits de la première édition, postés sur les réseaux sociaux.

##### Jury
Le jury de cette deuxième édition est composé de : Éric Dupond-Moretti, Kheiron, Isabelle Nanty, Bertrand Périer et Caroline Vigneaux.

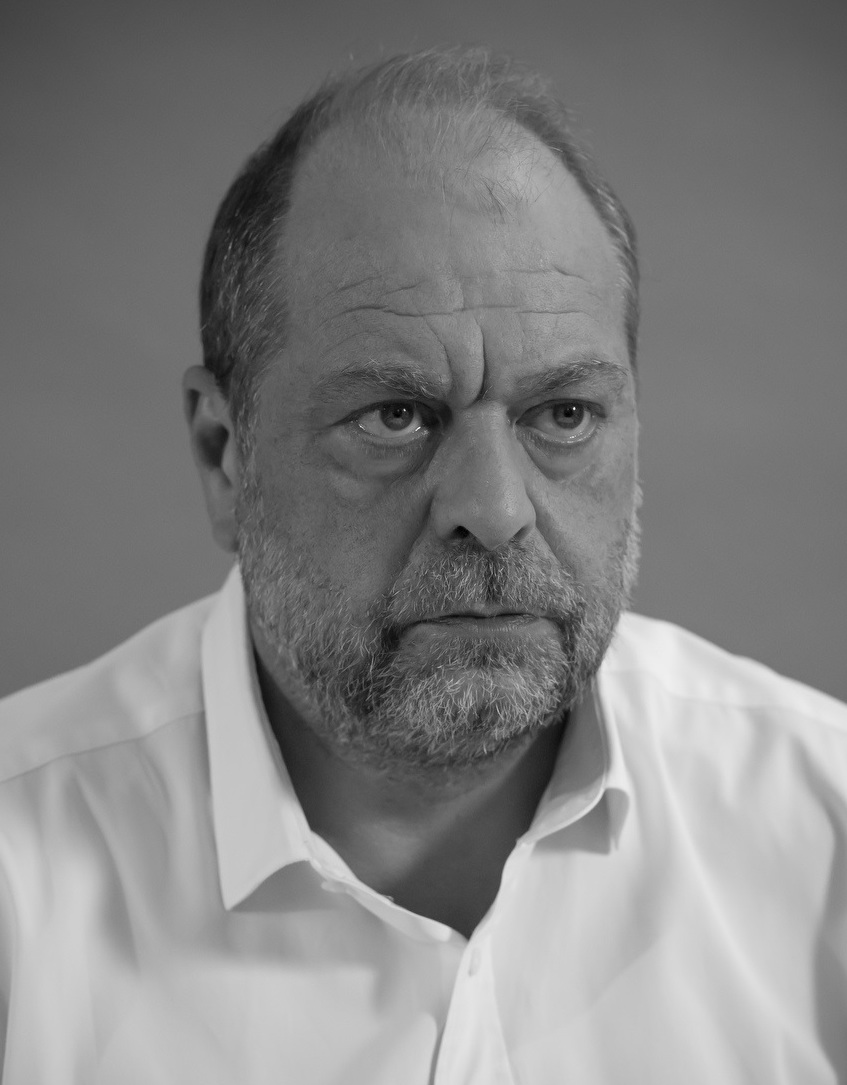
Éric Dupond-Moretti
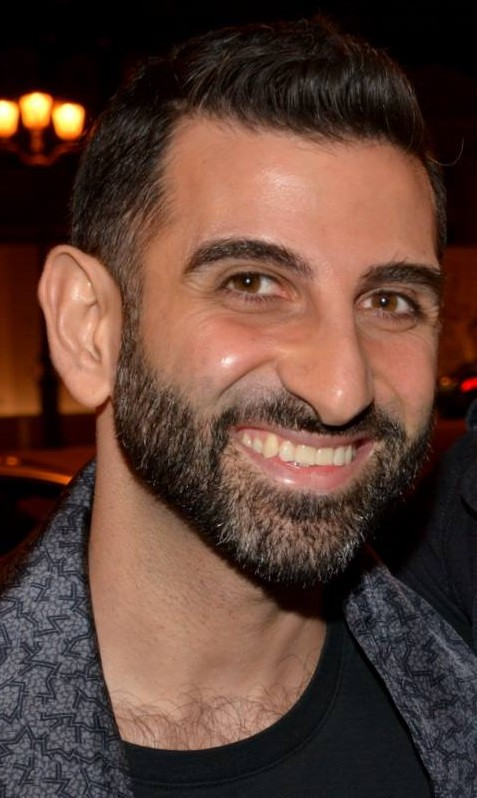
Kheiron
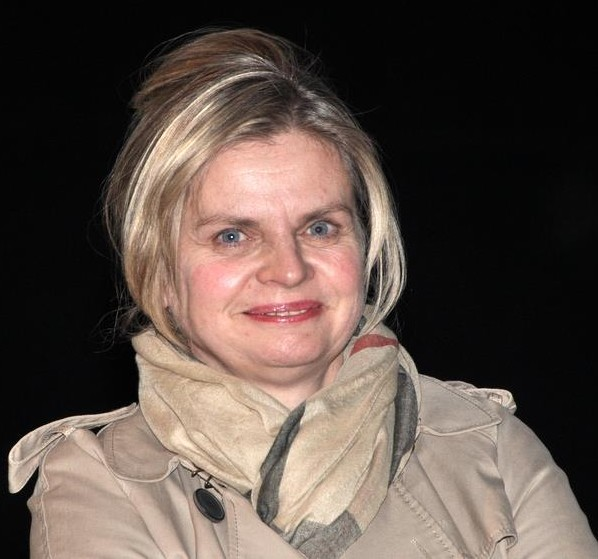
Isabelle Nanty
Bertrand Périer
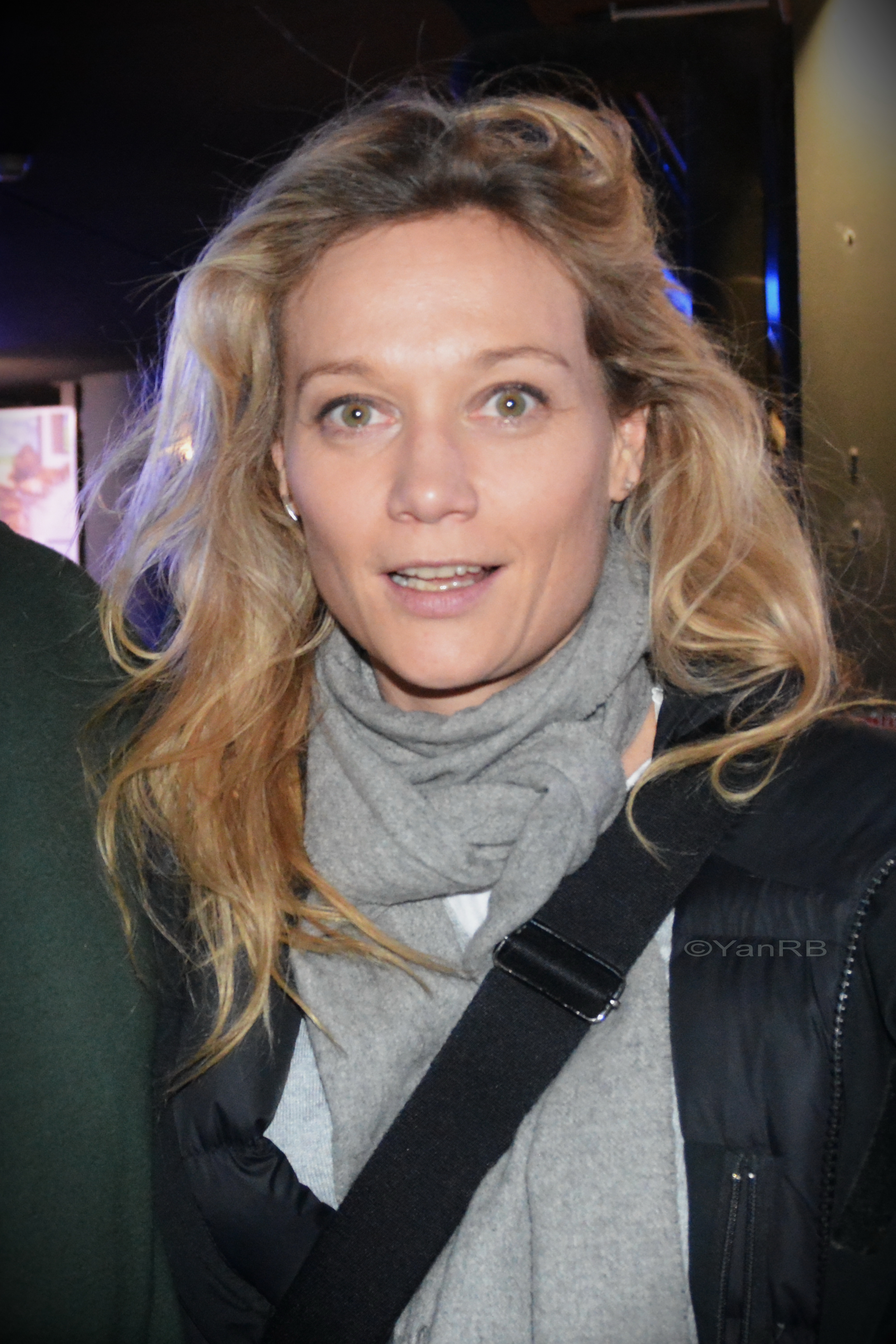
Caroline Vigneaux

##### Candidats
Pour cette édition, 9 candidats, âgés de 11 à 39 ans s'affrontent,. Parmi eux : Kylian Mahamoud, 11 ans ; Laetitia Mampaka, 24 ans ; Bruce Dombolo (en) ; Nicolas.
Cette édition est remportée par Anna Vergiat, une étudiante en journalisme niçoise de 20 ans, au cours d'une finale placée sous le thème « Que notre époque est belle ! ». Cette dernière remporte le titre de « Meilleure oratrice de France », un contrat avec la maison d'édition Fayard, pour publier son propre livre, ainsi que la somme de 5 000 €,,,.

#### Troisième édition (2021)
Le casting de cette édition est lancé en septembre 2020,. En janvier 2021, dans une interview accordée en  à Média+, Michel Field confirme la tenue d'une troisième édition, tournée « en février pour diffusion en mars [2021] »,,.

##### Jury
Le jury de cette troisième édition est composé de : Michèle Bernier, Erik Orsenna, Laurent Ruquier, Jean-Pascal Zadi,.

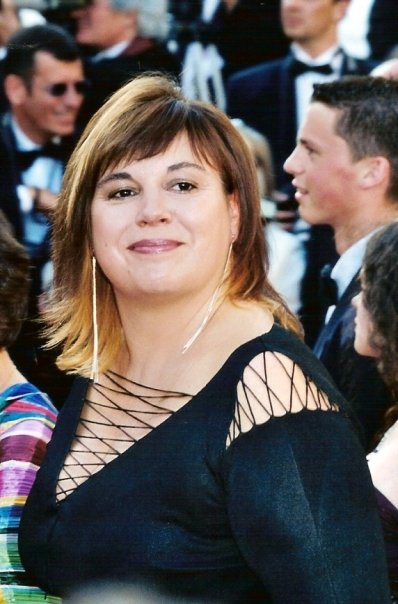
Michèle Bernier
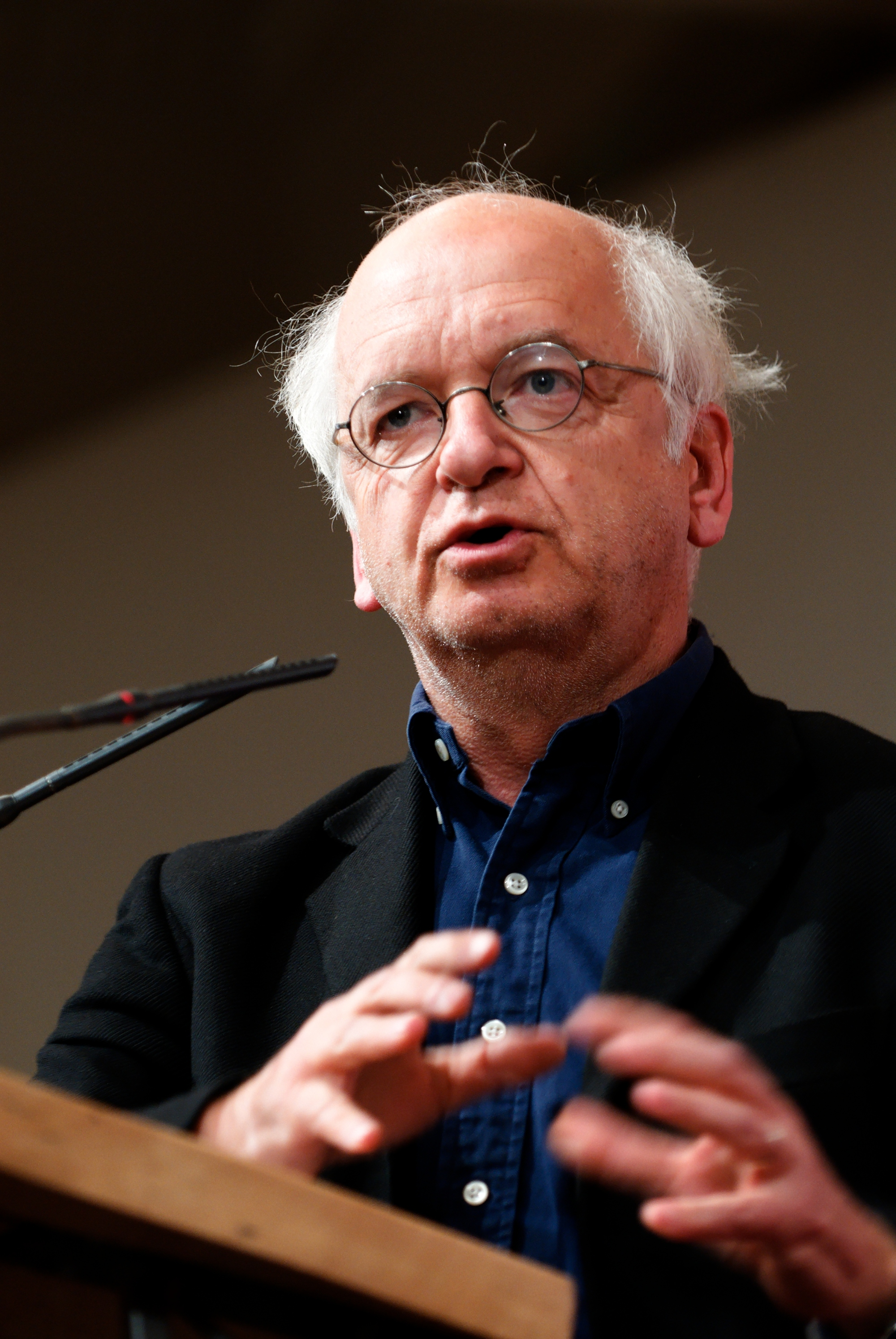
Erik Orsenna
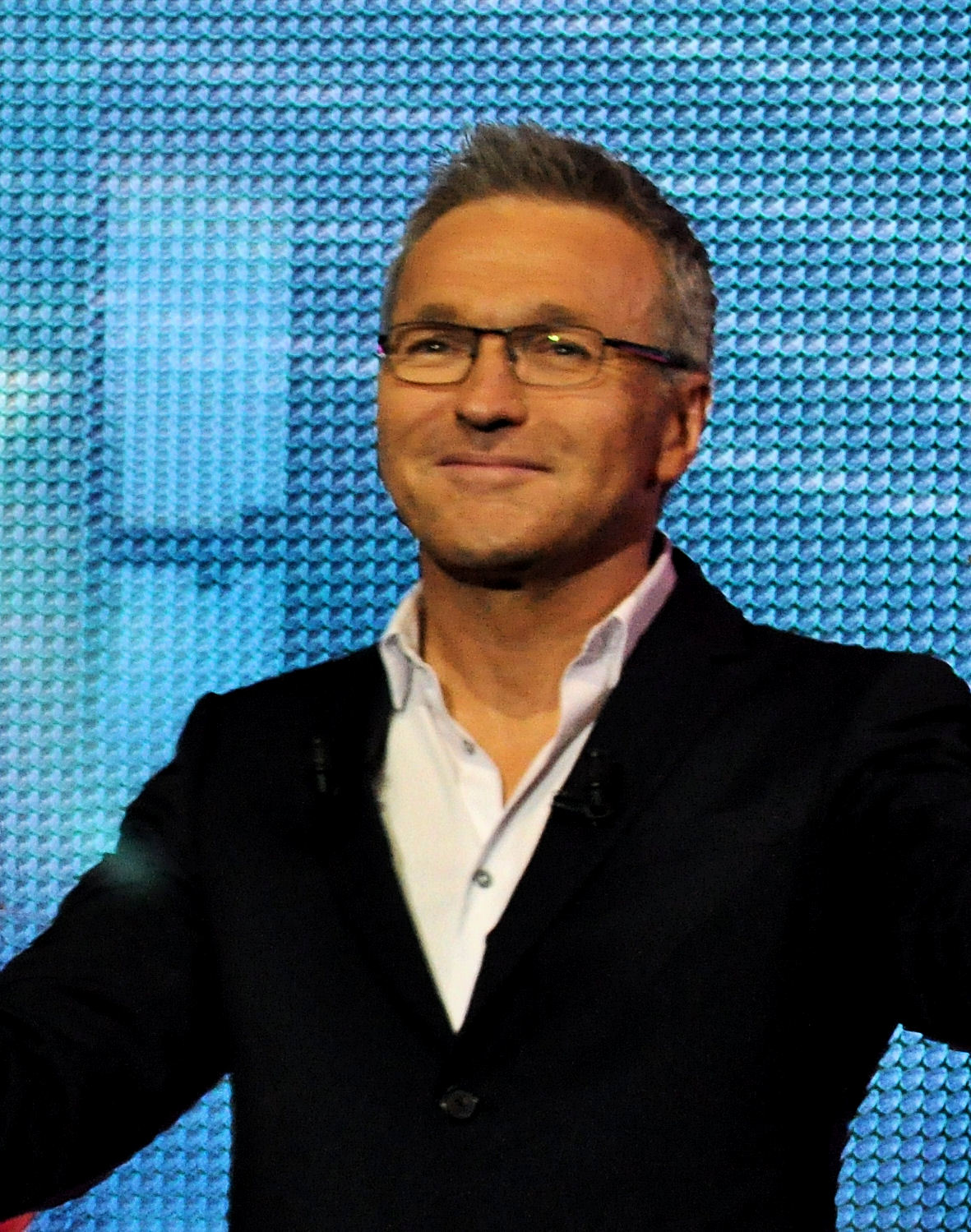
Laurent Ruquier
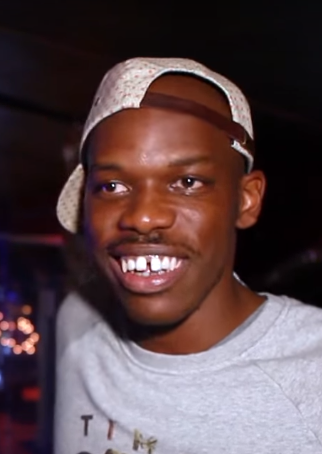
Jean-Pascal Zadi

##### Candidats
Pour cette édition, 10 candidats, âgés de 21 à 43 ans s'affrontent,.
Cette édition est remportée par Sébastien, un maître de cérémonie d'obsèques toulousain de 30 ans, au cours d'une finale placée sous le thème « Lettre à un professeur qui a changé ma vie ». Ce dernier remporte le titre de « Meilleur orateur de France », un contrat avec la maison d'édition Fayard, pour publier son propre livre, ainsi que la somme de 5 000 €.

## Audiences et diffusion
L'émission est diffusée annuellement, sur France 2, le 19 février 2019 pour la première édition, le 4 février 2020 pour la deuxième édition et le 30 mars 2021 pour la troisième édition. Un épisode dure environ 2 h 15, soit une diffusion de 21 h 5 à 23 h 20.
| Édition | Jour et horaire de diffusion          | Nombre de téléspectateurs | Part de marché (sur les 4 ans et plus) | Classement des audiences | Réf.   |
| ------- | ------------------------------------- | ------------------------- | -------------------------------------- | ------------------------ | ------ |
| 1       | Mardi 19 février 2019 (21:05 - 23:20) | 1 480 000                 | 7,9 %                                  | 4e                       | [ 46 ] |
| 2       | Mardi 4 février 2020 (21:05 - 23:20)  | 1 390 000                 | 7,7 %                                  | 4e                       | [ 47 ] |
| 3       | Mardi 30 mars 2021 (21:05 - 23:20)    | 1 029 000                 | 5,1 %                                  | 5e                       | [ 48 ] |

Légende :
- plus hauts scores d'audiences
- plus bas scores d'audiences